# Charlie McCreevy
(Charles) Charlie McCreevy (nombre irlandés: Cathal Mac Riabhaigh), nacido el 30 de septiembre de 1949, en un político irlandés. Fue Comisario de la Unión Europea de Mercado Interior y Servicios entre 2004 y 2009. Fue elegido para el Dáil Éireann, la cámara baja del parlamento irlandés, en 1977 y ocupó el escaño correspondiente al distrito de Kildare Norte hasta 2004, cuando se convirtió en Comisario Europeo. Ocupó el cargo de Ministro de Asuntos Sociales entre 1992 y 1993, de Comercio y Turismo entre 1993 y 1994 y de Ministro de Finanzas entre 1997 y 2004.